# Kęstutis Ivaškevičius
Kęstutis Ivaškevičius (Klaipėda, 17 aprile 1985) è un ex calciatore lituano, di ruolo centrocampista.

## Palmarès

### Club

#### Competizioni nazionali
- Campionato lituano: 2

FBK Kaunas: 2004, 2006
- Coppa di Lituania: 4

Atlantas: 2003
FBK Kaunas: 204, 2005, 2007-2008
- Supercoppa di Lituania: 1

FBK Kaunas: 2007
- Liga Leumit: 1

Bnei Yehuda: 2014-2015

#### Competizioni internazionali
- Baltic League: 1

FBK Kaunas: 2008